# Free Software Award
Free Software Award — ежегодная премия FSF за вклад в развитие свободного программного обеспечения, основанная в 1998 году. С 2005 года введена вторая номинация, присуждаемая социально значимым свободным проектам. С 2001 по 2005 вручалась на FOSDEM (англ. Free and Open source Software Developers' European Meeting — европейская конференция разработчиков свободного и открытого программного обеспечения). С 2006 года награды вручаются на ежегодном заседании членов FSF в Кембридже, штат Массачусетс.

## Призёры
1998 Ларри Уоллза обширный вклад в свободное ПО, в частности Perl.
1999 Мигель де Икасаза руководство и работу над проектом GNOME.
2000 Брайан Пол (en)за разработку библиотеки Mesa 3D.
2001 Гвидо ван Россумза Python.
2002 Лоуренс Лессигза популяризацию свободного ПО.
2003 Алан Коксза вклад в разработку Linux-ядра.
2004 Тео де Раадтза работу по открытию драйверов, микропрограмм и документации для беспроводных сетевых карт.
2005 Эндрю Триджеллза работу над проектом Samba, разработку системы rsync и лежащего в её основе алгоритма xdelta, работе, приведшей к отмене бесплатной лицензии на BitKeeper, заставившей разработчиков ядра Linux перейти на свободную систему управления версиями.
2006 Теодор Чжоу (en)за работу над ядром Linux, за руководство проектом Kerberos, за работу над Open Network Computing Remote Procedure (ONC RPC), за координацию и разработку ключевых утилит проекта е2fs, за важную роль в сообществе — организацию ежегодных саммитов kernel-разработчиков и публикацию обучающих материалов и руководств.
2007 Харальд Вельтеза OpenMoko и работу по правоприменению GNU GPL.
2008 Виетс Венемаза разнообразный технический вклад в сетевую безопасность и создание почтового сервера postfix.
2009 Джон Гилморза активное продвижение свободного ПО и развитие идеи свободы пользователей компьютеров. Его имя связано с такими проектами, как pdtar (GNU tar), GNU UUCP, GNU GDB и Kerberos, GNU Radio и GNU Gnash.
2010 Роб Сэвой (en)за Gnash и активную работу над множеством других проектов.
2011 Юкихиро Мацумотоза Ruby.
2012 Фернандо Переса (en)за его работу над IPython и его роль в научном сообществе Python.
2013 Мэтью Гаррет (en)за свою работу по поддержке свободного программного обеспечения — Secure Boot, UEFI и ядро Linux
2014 Себастьен Жодонь (Sébastien Jodogne)за работу по облегчению обмена медицинскими снимками и разработку Orthanc.
2015 Вернер Кохоснователь GnuPG. GnuPG это де-факто инструмент для шифрованной связи. Больше, чем когда-либо, общество нуждается в продвижении свободной технологии шифрования.
2016 Александр Оливаза работу по продвижению свободного программного обеспечения и за участие в таких проектах, как поддержка linux-libre и реверсинженеринг проприетарного программного обеспечения, используемого гражданами Бразилии для оплаты налогов.
2017 Карен Сандлерза приверженность свободному программному обеспечению, как бывшему исполнительному директору GNOME Foundation, нынешнему исполнительному директору Software Freedom Conservancy, соорганизатору Outreachy, а также за долгие годы бесплатной юридической консультации.
2018 Дебора Николсонза неустанный и весомый вклад в сообщество свободного программного обеспечения, как директору по работе с сообществами в Software Freedom Conservancy.
2019 Джим Мейрингза значительный вклад в разработку свободных программ, как программист.
2020 Брэдли Кунза работу по обеспечению соблюдения GNU General Public License (GPL) и продвижению копилефт на должности руководителя Software Freedom Conservancy.

## Номинированные проекты
2005 Wikipedia
2006 Sahana FOSS Disaster Management System
2007 Groklaw
2008 Creative Commons
2009 Internet Archive
2010 Tor
2011 GNU Health
2012 OpenMRS
2013 Информационно-пропагандистская программа для женщин от GNOME Foundation
2014 Reglue
2015 Library Freedom Project
2016 SecureDrop
2017 Public Lab
2018 OpenStreetMap
2019 Let's Encrypt
2020 CiviCRM

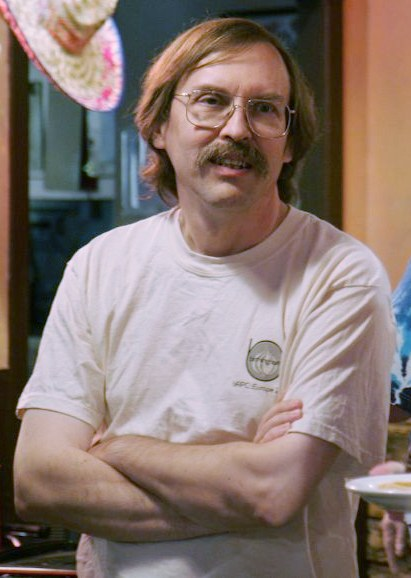
Ларри Уолл, 1998
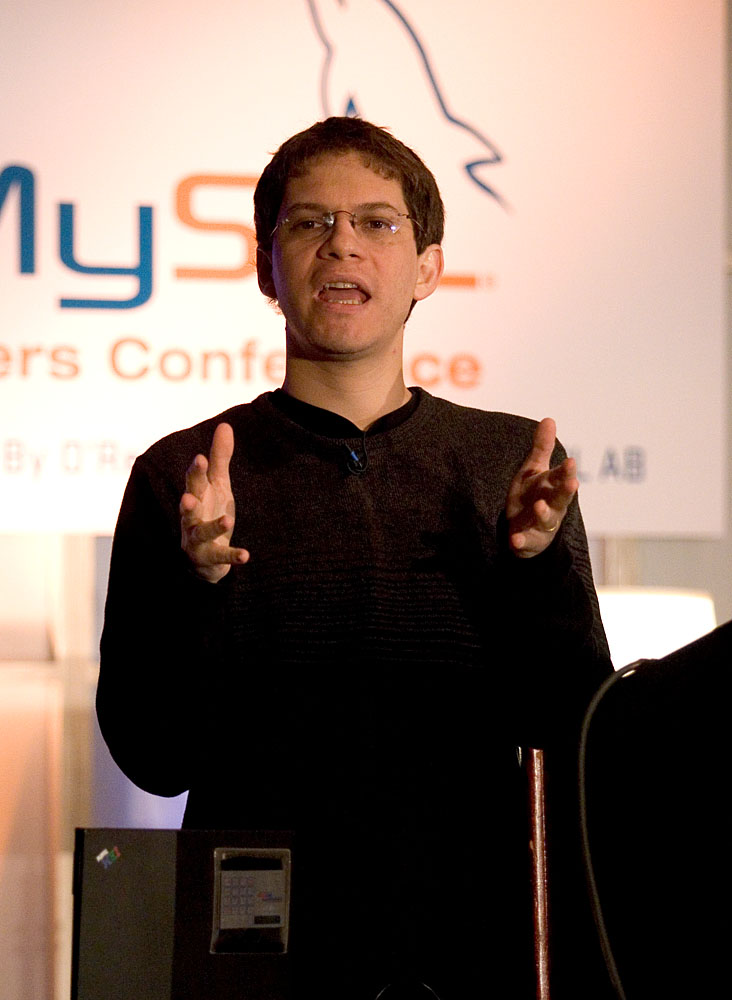
Мигель де Икаса,  1999
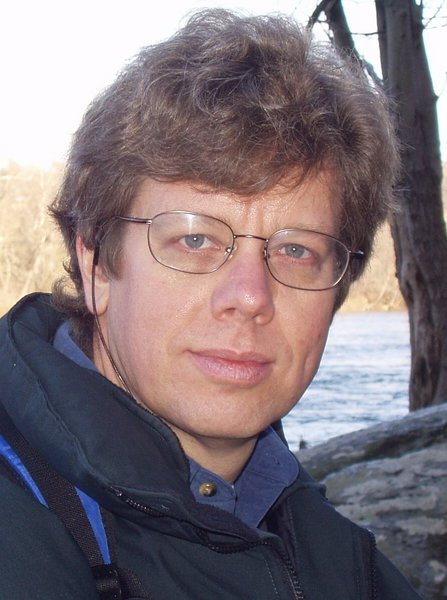
Гвидо ван Россум, 2001
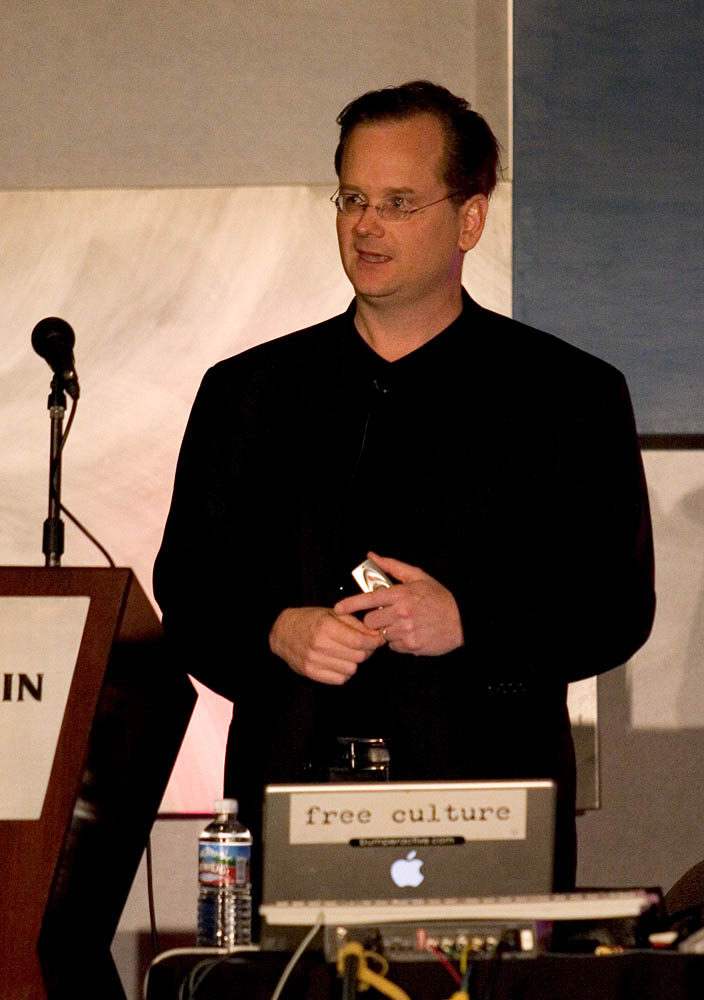
Лоуренс Лессиг,   2002
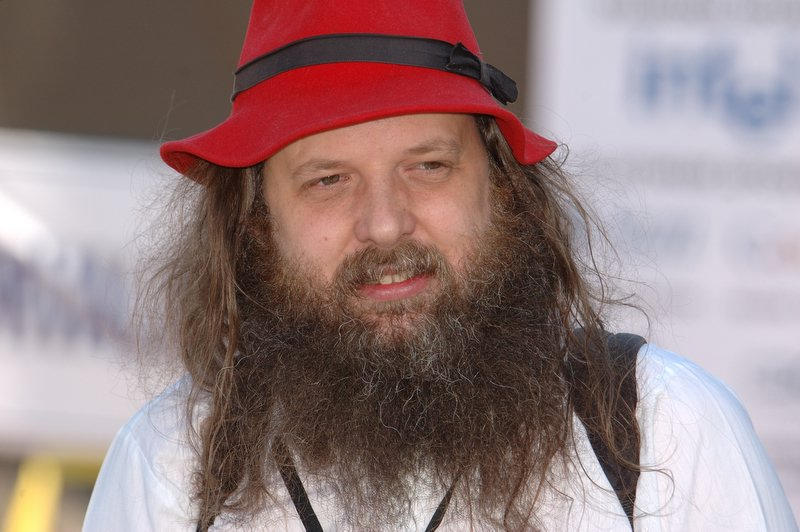
Алан Кокс,        2003
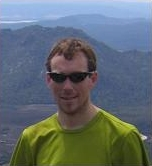
Тео де Раадт,    2004
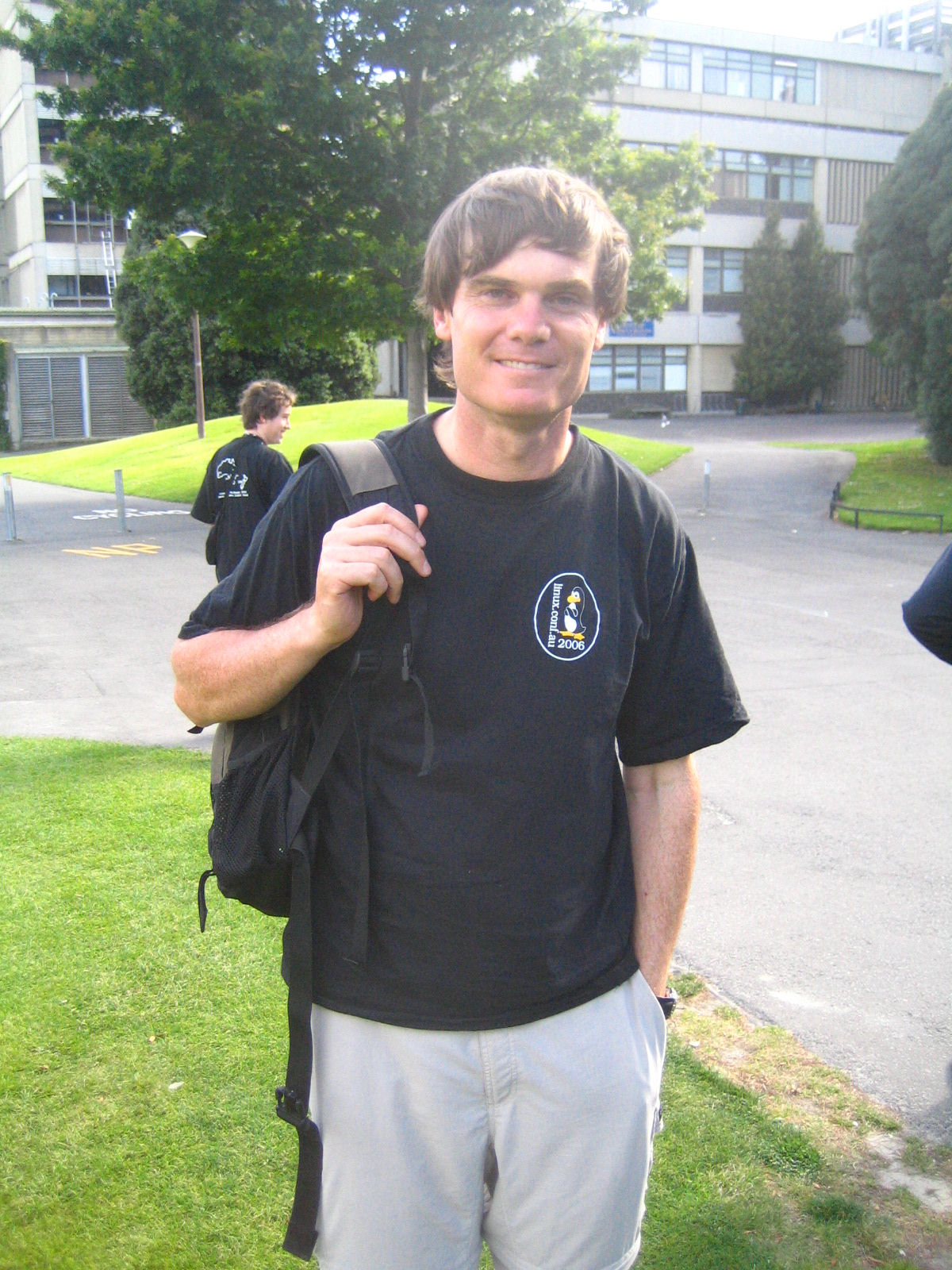
Эндрю Триджелл, 2005
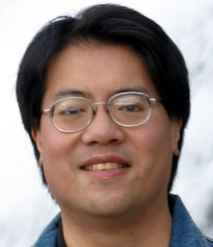
Теодор Тсо,    2006
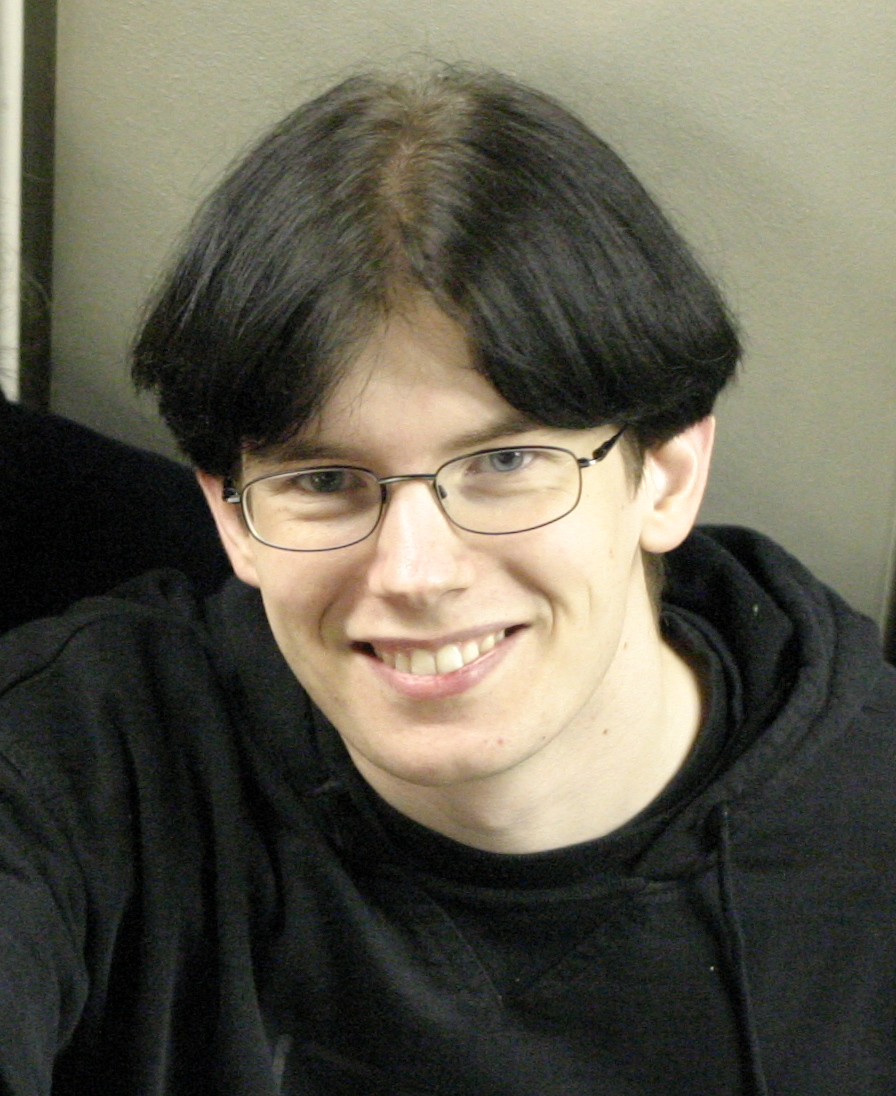
Харальд Вельте, 2007
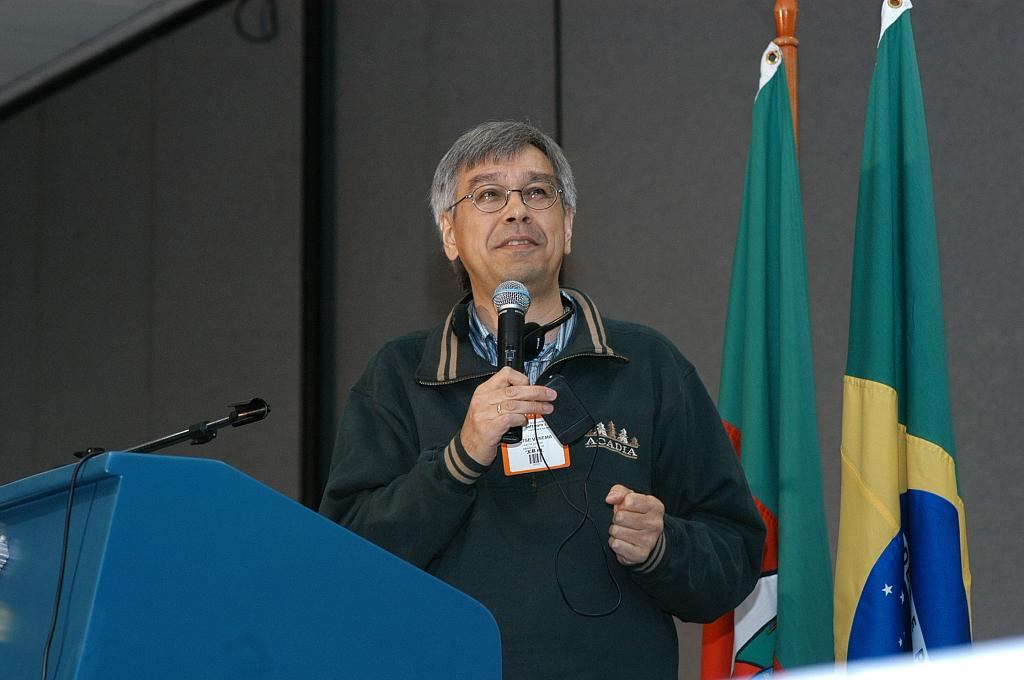
Виетс Венема, 2008
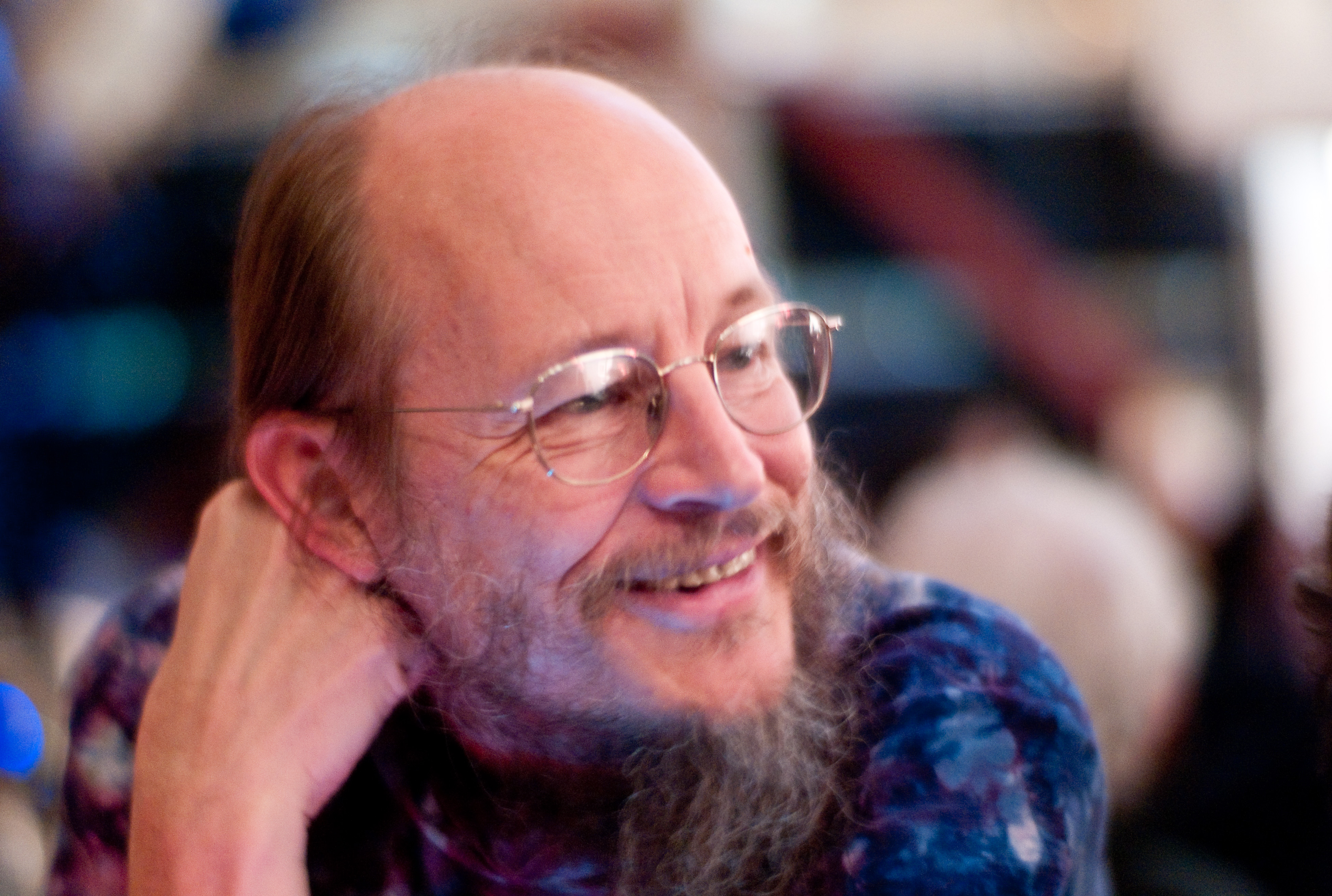
Джон Гилмор, 2009
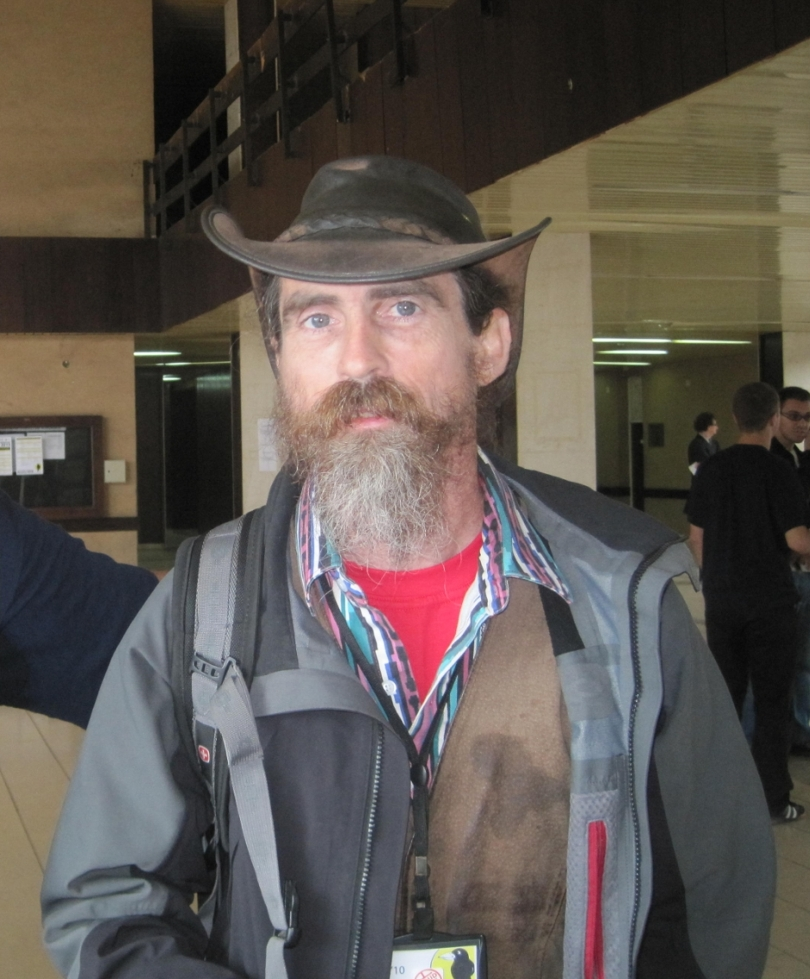
Роб Сэвой, 2010
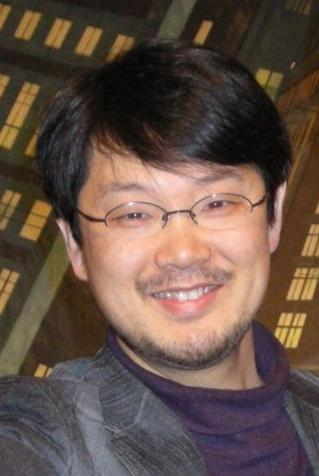
Юкихиро Мацумото, 2011